# Tetyana Filonyuk
Tetyana Filonyuk (Ucrania, 5 de abril de 1984) es una atleta ucraniana, especialista en la prueba de maratón en la que llegó a ser subcampeona europea en 2010.

## Carrera deportiva
En el Campeonato Europeo de Atletismo de 2010 ganó la medalla de plata en la carrera de maratón, recorriendo los 42,195 km en un tiempo de 2:33:57 segundos, llegando a meta tras la italiana Anna Incerti (oro con 2:32:48 s) y por delante de la sueca Isabellah Andersson (bronce).